# NGC 2582
NGC 2582 (= IC 2359) è una galassia a spirale barrata (o a spirale intermedia) situata nella costellazione del Cancro, a una distanza di circa 224 milioni di anni luce dalla nostra Via Lattea.

## Scoperta
La galassia è stata scoperta il 22 febbraio 1789 dall'astronomo britannico di origine tedesca William Herschel. Il 13 febbraio 1901, la galassia è stata nuovamente osservata dall'astronomo tedesco Max Wolf e in base alla sua descrizione è stata inserita nell'Index Catalogue con il codice IC 2359.

## Descrizione
NGC 2582 ha una classe di luminosità I-II e presenta una larga riga a 21 cm dell'idrogeno neutro.
Il database SIMBAD la classifica come galassia LINER, cioè una galassia il cui nucleo presenta uno spettro di emissione caratterizzato da larghe righe di atomi debolmente ionizzati.

## Gruppo di NGC 2595
NGC 2582 fa parte del Gruppo di NGC 2595, un gruppo che comprende almeno altre 10 galassie, tra cui NGC 2595 e NGC 2598.